# Edvard Laurent
Vilhelm Edvard Laurent, född 29 juli 1862 i Hällekis, Medelplana socken, död 23 januari 1923 i Stockholm, var en svensk socialt verksam läkare. Han var far till Torbern Laurent och Vivi Laurent-Täckholm
Edvard Laurent var son till akademiträdgårdsmästaren Anton Ludvig Laurent. Han avlade mogenhetsexamen 1880 i Uppsala och studerade därefter vid Uppsala universitet och blev 1885 medicine kandidat och 1890 medicine licentiat. Laurent var praktiserande läkare i Djursholm och Stockholm 1891–1900 och därefter till sin död enbart i Stockholm. I medicinska ämnen publicerade han förutom tidskriftsuppsatser det omfattande arbetet Das Virulenzproblem der pathogenen Bakterien (1910). Laurent anslöt sig som student vid Uppsala universitet till de radikala kretsarna där och deltog bland annat i grundandet av föreningen Studenter och arbetare, och Laurent blev föreningens drivande kraft. Hans sociala engagemang kom att fortsättningsvis prägla hans verksamhet som läkare, skribent, föreläsare, organisatör och kommunalpolitiker. Han var 1903–1913 ledamot av Stockholms stadsfullmäktige, från 1911 vald av De frisinnade, där han ofta intog en radikal ståndpunkt och närmade sig socialdemokraterna. 1907–1912 var han ledamot av Stockholms stadsfullmäktiges livsmedelskommitté.
Edvard Laurent var från 1893 gift med Lilly Jenny Carolina Bergstrand (1868–1944), som efter mogenhetsexamen 1888 var assistent vid Agrikulturkemiska undersökningsanstalten i Stockholm 1889–1891 och lärarinna vid Djursholms samskola 1891–1893. Även hon var verksam inom en rad sociala organisationer och bland annat under många år ordförande i Stockholms husmodersförening.